# José Daniel Ponce
José Daniel Ponce, auch bekannt als Bocha, (* 26. Juni 1962 in Godoy Cruz) ist ein ehemaliger argentinischer Fußballspieler. Der Mittelfeldspieler wurde zwei Mal argentinischer Meister und bestritt 22 Länderspiele.

## Karriere

### Verein
José Daniel Ponce begann seine Karriere 1978 in seiner Heimstadt beim CD Godoy Cruz im Alter von 16 Jahren und wurde 1980 auf Wunsch von Trainer José Yudica von Estudiantes verpflichtet. Dort gewann er in der Metropolitano 1982 und der Nacional 1983 zwei Meisterschaften. Er blieb mit einer Unterbrechung bei Atlético Tucumán 1984 bis 1985 bei Estuadiantes und wechselte 1986 nach Kolumbien zu Atlético Junior, wo er zwei Jahre spielte. Anschließend kehrte er zu Estudiantes zurück und schloss sich 1989 den Boca Juniors an. Im Jahr 1990 kam er nach Europa zum französischen Klub Olympique Nîmes. Nach einem Jahr kehrte Ponce nach Argentinien zurück und spielte für weitere Vereine in Argentinien. Im Jahr 1995 zog es den Mittelfeldspieler nach Chile, wo er seine letzten Karrierejahre bei Coquimbo Unido, Everton de Viña del Mar und dem CD Huachipato verbrachte.

### Nationalmannschaft
Ponce debütierte in der argentinischen Nationalmannschaft im Juni 1983 unter Trainer Carlos Bilardo beim Freundschaftsspiel gegen Chile und spielte nach einem weiteren Freundschaftsspiel gegen Paraguay bei der Copa América 1983 drei der vier Spiele. Dort schied Argentinien ohne Niederlage in der Gruppenphase hinter Brasilien aus. Anschließend spielte er noch weitere Freundschaftsspiele, darunter sein bestes Länderspiel mit zwei Toren beim 3:1-Erfolg im September 1984 in Düsseldorf gegen Deutschland, und ein Qualifikationsspiel für die Weltmeisterschaft 1986 gegen Venezuela. Sein letztes Länderspiel bestritt Ponce im November 1985 beim Freundschaftsspiel gegen Mexiko. Insgesamt lief er 22-mal im Nationaltrikot auf und erzielte dabei vier Tore.

## Nach dem Karriereende
Nach dem Ende seiner Spielerlaufbahn blieb er in Chile und arbeitete er in verschiedenen Bereichen: 2005 bis 2006 war er Trainer von Naval und später als Sportkoordinator an einer Schule in Valparaíso. Anschließend zog er nach Antofagasta in den Norden Chiles, um in einer Minengesellschaft zu arbeiten. Danach zog er mit seinen drei Kindern in die Región del Biobío, um als unabhängiger Vertragsberater zu arbeiten.

## Erfolge
Estudiantes
- Argentinischer Meister: M-1982, N-1983

Boca Juniors
- Sieger der Supercopa Sudamericana: 1989
- Sieger der Recopa Sudamericana: 1990